# Museo de la Fiesta
El Museo de la Fiesta es un museo etnográfico en Caravaca de la Cruz, en la Región de Murcia (España). Ubicado en el Palacio de los Uribes, un edificio del siglo XVI, está dedicado a los festejos de la Santísima y Vera Cruz, que se celebran en la localidad del 1 al 5 de mayo. La colección incluye los trajes empleados en los Moros y Cristianos, así como los mantos que portan los caballos durante la fiesta de los Caballos del Vino.

## Historia
El museo tiene su sede en el Palacio de los Uribe, un edificio construido en el siglo XVI y reformado en el XVIII. La parte trasera del inmueble fue levantada por la familia de Fernando de Mora y Ana Moya, asentados en Caravaca desde 1490, cuyos escudos familiares flanquean la puerta principal. Posteriormente, Diego de Uribe Yarza Muso Muñoz, teniente alférez mayor de Caravaca y primer marqués de San Mamés, heredó el edificio y mandó a construir en el siglo XVIII la fachada que da a la calle. Tras un largo periodo de abandono, el consorcio turístico Caravaca Jubilar adquirió el palacio en julio de 2001. En febrero de 2023 el museo reabrió tras una reforma y una ampliación de sus colecciones. Desde entonces también pasó a albergar en su planta baja la Oficina Municipal de Turismo.

## Arquitectura
El edificio tiene cuatro plantas, que suman una superficie de 2000 metros cuadrados. Combina una estructura trasera del siglo XVI con una ampliación del siglo XVIII orientada hacia la calle, con un balcón flanqueado por un par de escudos. El lateral sur presenta balcones volados de base curva y pequeños vanos en su parte inferior. El lateral norte, construido con materiales de baja calidad, habría funcionado como zona de almacenaje. La parte trasera incluye una bodega y un sistema de canales para distribuir vino y aceite. En el interior se conservan una chimenea empotrada en el tapial trasero y una capilla en la crujía delantera.

## Exposición
La exhibición está estructurada en tres plantas y se centra en la historia de las Fiestas de la Vera Cruz, celebradas del 1 al 5 de mayo. El itinerario se inicia en la segunda planta, donde se abordan los orígenes y la evolución de las fiestas. Está dividida en cuatro salas; la primera expone la llegada milagrosa de la Vera Cruz en 1232, y sus rituales asociados, como el Baño en el agua, la Bendición del Vino en el siglo XVII, o los desfiles de Moros y Cristianos, documentados desde 1850. La segunda sala ofrece un recorrido cronológico por los actos festivos. Las dos últimas estancias están dedicadas a los bandos de Moros y Cristianos, mostrando sus vestiduras, abalorios y armamento. En el centro de cada sala se exponen las armas, rodeadas por vitrinas con los trajes de ambos bandos, presididos por los atuendos de sus reyes y reinas.
La primera planta gira en torno a los Caballos del Vino, donde se exhiben atalajes, trajes de los festeros y secuencias visuales de los concursos y carreras. La sala principal cuenta con un maniquí de caballo enjaezado y un gran panel con los nombres de los caballos ganadores a lo largo de los años. El recorrido concluye en el sótano, que cuenta con módulos interactivos que recrean el ambiente de los festejos. Esta planta también alberga una sala dedicada a otros personajes tradicionales como los gigantes y cabezudos.